# Frithsden
Frithsden – osada w Anglii, w hrabstwie Hertfordshire, w dystrykcie Dacorum. Leży 32 km na zachód od miasta Hertford i 41 km na północny zachód od centrum Londynu.